# Бунятян, Армен Артаваздович
Армен Артаваздович Бунятян (30 сентября 1930, Ереван — 19 февраля 2020, Москва) — советский и российский анестезиолог, доктор медицинских наук (1963), профессор, академик РАН, академик РАМН (1995).

## Биография
Родился 30 сентября 1930 года в Ереване. Отец, Артавазд Авакович (1902—1956) — участник ВОВ, зам. командующего тылом Закавказского фронта и 45-й армии, первый заместитель председателя Совета Министров Армянской ССР, депутат Верховного Совета СССР четверого созыва, награждён боевыми наградами. Мать, Будагян Елена Егишевна (1906—1986) — основоположница армянской стенографии.
Учился в ереванской средней школе № 20 имени Ф. Э. Дзержинского, которую окончил с серебряной медалью. Друг детства Е. М. Примакова. Увлекался спортом, стал чемпионом Армении по прыжкам.
Поступил в Ереванский государственный медицинский институт, по настоянию друга, будущего академика С. А. Ситоряна, после первого курса перевелся во 2-й Московский государственный медицинский институт, где среди его сокурсников были А. В. Покровский и С. Н. Ефуни.
В 1954 году окончил 2-й Московский государственный медицинский институт, в 1957 году клиническую ординатуру в 4 градской больнице у профессора Зайцева, а в 1959 году досрочно аспирантуру при кафедре общей хирургии 2-го МГМИ. В 1959 году защитил диссертацию на соискание кандидата медицинских наук.
В 1960 году по приглашению профессора Б. В. Петровского Бунятян начинает работать врачом-анестезиологом в лаборатории анестезиологии при кафедре госпитальной хирургии 1-го Московского медицинского института им. И. М. Сеченова в должности младшего научного сотрудника. В 1963 году защитил докторскую диссертацию «Гипотермическая перфузия и анестезия в хирургии врожденных и приобретенных пороков сердца» и в 1967 году возглавил отдел анестезиологии РНЦХ РАМН.
В 1960-е годы стажировался в Англии (в госпиталях Лондона, Кардиффа и Ливерпуля и на кафедре анестезиологии Королевского колледжа хирургов) и в США (изучал вопросы кардиоанестезиологии и искусственного кровообращения в крупнейших клиниках Нью-Йорка, Рочестера (Клиника Майо), Кливленда, Хьюстона).
В 1968 году получил ученое звание профессора, а в 1981 году — звание Заслуженного деятеля науки РСФСР.
С 1967 года развивал новое направление в анестезиологии — компьютерного мониторинга функции жизненно важных органов во время операций, за что был удостоен премии Совета Министров СССР (1983) и диплома и мантии действительного члена Королевского колледжа анестезиологов Англии (1985).
Методика гипотермической перфузии, разработанная Бунятяном, была внедрена в клиническую практику, чем в значительной степени способствовала развитию кардиохирургии, особенно хирургии ишемической болезни сердца, за что в 1988 году он был удостоен Государственной премии СССР.
С 1965 по 1991 год являлся главным анестезиологом Минздрава СССР.
С 1991 года заведовал кафедрой анестезиологии и реаниматологии факультета послевузовского профессионального образования врачей МГМУ имени И. М. Сеченова.
Член Совета старейшин Сеченовского университета. 
Подготовил 13 докторов и 77 кандидатов наук, автор свыше 600 научных работ, в том числе 13 монографий, учебников, справочников, руководств по специальности, 7 изобретений.
Был главным редактором журнала «Анестезиология и реаниматология» России, членом редколлегии журналов: «Journal of Cardiothoracic and Vascular Anesthesia» (США), «Анестезиологи унд Интенсивмедицин» (Германия), «Анестезие унд Реаниматион» (Германия).
Скончался в Москве 19 февраля 2020 года. Похоронен на Троекуровском кладбище.

## Семья

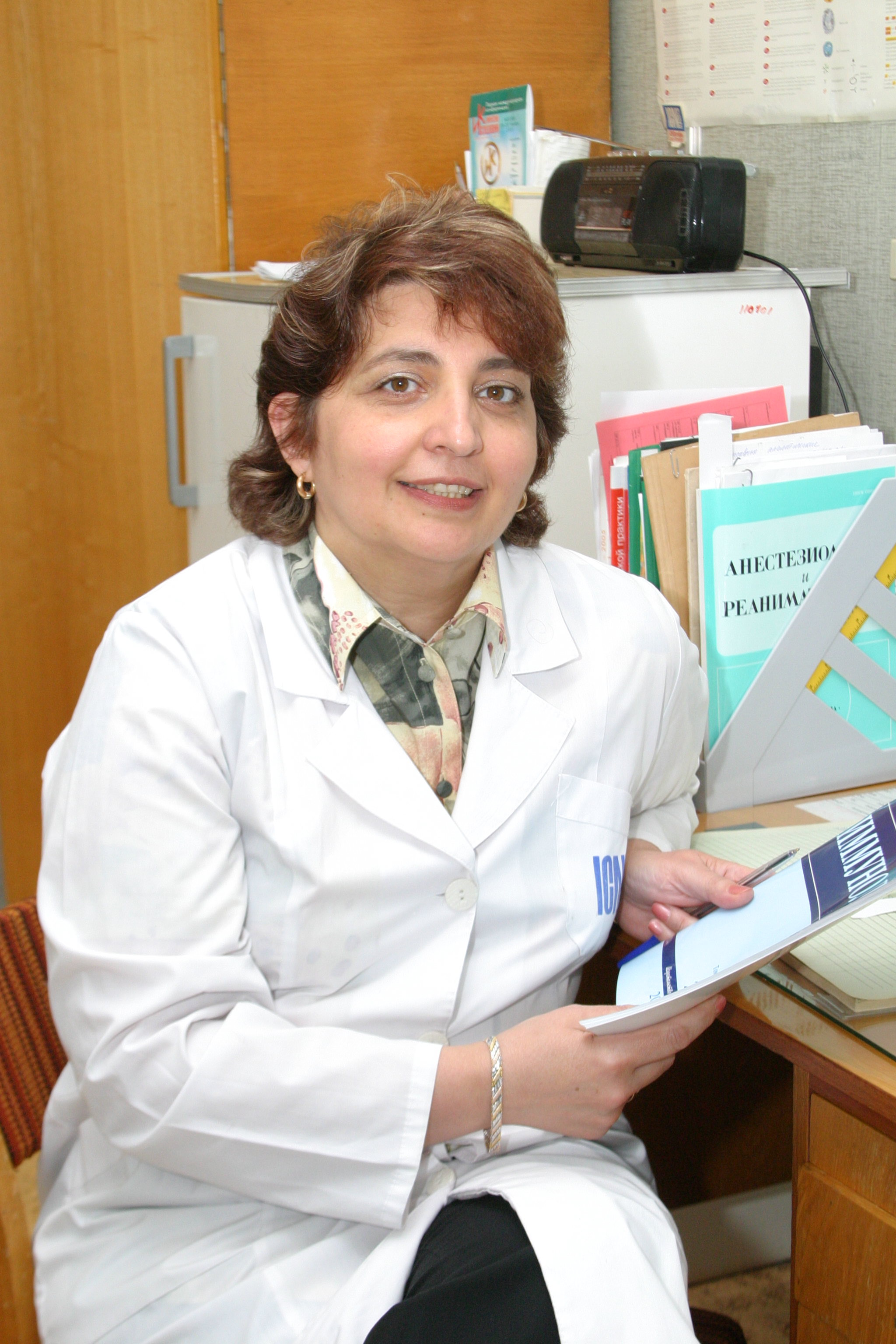
Дочь — Карина Арменовна Бунятян, фото 2005 года

Супруга Анна Фёдоровна Малова (род. 1929) — кандидат медицинских наук, старший научный сотрудник ЦНИЛ ММА имени И. М. Сеченова.
Дочь Карина (род. 1954) — иммунолог, доктор медицинских наук, с 1987 года работает в РНЦХ РАМН. Является членом Российской Ассоциации аллергологов и клинических иммунологов. Имеет более 120 печатных работ.

## Избранные научные работы
- Петровский, Б. В. Гипотермическая перфузия в хирургии открытого сердца / Б. В. Петровский, Г. М. Соловьёв, А. А. Бунятян. — Ереван: Айастан, 1967. — 267 с.
- Бунятян A. A. Нейролептанальгезия. 1972.
- Бунятян A. A., Трекова Н. А., Журков B. C., Шмырин М. М., Кожевников В. А. О мутагенном действии анестетиков // Анестезия и реаниматология. 1977. № 4. С. 21-24.
- Бунятян A. A. Атаралгезия. 1983.
- Бунятян A. A. Справочник по анестезиологии. 1983.
- Бунятян A. A. Учебник по анестезиологии и реаниматологии для студентов. (1977, 1984).
- Бунятян A. A. Руководство по анестезиологии для врачей. (1994, 1997).
- Бунятян A. A. Руководство по анестезиологии и реаниматологии. М.: Медицина, 1998.
- Бунятян A. A. Образовательный стандарт послевузовской профессиональной подготовки по специальности «Анестезиология-реаниматология» (2001, 2003, 2004).
- Бунятян A. A. Руководство по кардиоанестезиологии. 2005.
- Бунятян A. A. Рациональная фармакоанестезиология. 2006.

## Награды и достижения
- Медаль «За освоение целинных земель» (1957)[6],
- Медаль «За доблестный труд» (1970)[16],
- Орден Трудового Красного Знамени (1976)[6],
- Заслуженный деятель науки РСФСР (1981),
- Премия Совета Министров СССР (1983)[6],
- Медаль «Ветеран труда» (1987)[16],
- Государственная премия СССР (1988)[6],
- Орден Дружбы (Россия) (2000)[6],
- Орден Почета (Россия) (2006)[7],
- Почётная грамота Президента Российской Федерации (2016)[6].

- Премия и золотая медаль имени академика РАН А. Н. Бакулева[6],
- Премия академика РАМН В. И. Бураковского[6],
- Премия по Образованию «Лучший преподаватель года» (2013)[6],
- Гранты Российского Фонда Фундаментальных исследований (РФФИ) 1991—1994 гг.[6]

- Президент Российско-Германского научно-практического общества анестезиологов с Российской стороны (с 1991 г.),
- Вице-Президент Федерации анестезиологов и реаниматологов РФ,
- Академик Европейской академии анестезиологии,
- Действительный член Королевского колледжа анестезиологов Англии,
- Действительный член факультета анестезиологии Королевского колледжа Ирландии,
- Член-корреспондент Общества по лечению критических состояний США,
- Почетный член научных обществ анестезиологов Болгарии, Венгрии, Румынии, Польши, Чехословакии, Югославии, Колумбии, Кубы, Финляндии, Московского филиала Европейской Академии образования в анестезиологии (СЕЕА)[6].